# Lijst van Nederlandse banken
Dit is een lijst van banken uit Nederland.

## Nederlandse banken
| Statutaire naam                                                      | Handelsnamen | Onderdeel van                                                         |
| -------------------------------------------------------------------- | --- | --------------------------------------------------------------------- |
| ABN AMRO Bank N.V.                                                   | Fortis, ABN AMRO MeesPierson, Fortis Bank Nederland, MoneYou | ABN AMRO Group N.V.                                                   |
| ABN AMRO Clearing Bank N.V.                                          | | ABN AMRO Group N.V.                                                   |
| ABN AMRO Groenbank B.V.                                              | | ABN AMRO Group N.V.                                                   |
| ABN AMRO Hypotheken Groep B.V.                                       | Direktbank, Florius | ABN AMRO Group N.V.                                                   |
| Achmea Bank Holding N.V.                                             | Achmea Bank | Achmea Holding N.V.                                                   |
| Achmea Hypotheekbank N.V.                                            | Avéro Achmea, Centraal Beheer Achmea, FBTO, Woonfonds Hypotheken | Achmea Holding N.V.                                                   |
| AEGON Bank N.V.                                                      | AEGON Bank, AEGON, Knab, IZA Sparen voor Ambtenaren, Spaarbeleg | AEGON N.V.                                                            |
| Allianz Nederland Asset Management B.V.                              | | Allianz SE                                                            |
| Amsterdam Trade Bank N.V.                                            | | Alfa Bank OJSC                                                        |
| Anadolubank Nederland N.V.                                           | | Anadolubank A.S.                                                      |
| ASN Bank N.V.                                                        | BLG Wonen, RegioBank, SNS Bank, Volksbank |                                                                       |
| ASR Bank N.V.                                                        | | ASR Nederland N.V.                                                    |
| Bank Mendes Gans N.V.                                                | | ING Groep N.V.                                                        |
| Bank of Tokyo-Mitsubishi UFJ (Holland) N.V.                          | | Mitsubishi UFJ Financial Group, Inc.                                  |
| Bank Ten Cate & Cie. N.V.                                            | | Bank Ten Cate & Cie. N.V.                                             |
| Bank voor de Bouwnijverheid, N.V.                                    | | Bank voor de Bouwnijverheid, N.V.                                     |
| BinckBank N.V.                                                       | Alex, Binck, Saxo | Saxo Bank                                                             |
| BNP Paribas Bank N.V.                                                | | BNP Paribas S.A.                                                      |
| Brand New Day Bank N.V.                                              | Brand New Day Bank N.V. | Brand New Day N.V.                                                    |
| bunq B.V.                                                            | bunq | bunq Holding B.V.                                                     |
| Citco Bank Nederland N.V.                                            | | The Citco Group of Companies                                          |
| Coöperatieve Rabobank U.A. (Rabobank)                                | RoBest Verzekeringen, Bizner Bank, Rabofacet, Rabo Securities, Rabobank International, Rabobank Nederland | Rabobank Groep                                                        |
| De Lage Landen International B.V.                                    | | Rabobank Groep                                                        |
| Demir-Halk Bank (Nederland) N.V.                                     | w:en:DHB Bank | HCBG Holding B.V.                                                     |
| Deutsche Bank Nederland N.V.                                         | | Deutsche Bank AG                                                      |
| Dexia Nederland B.V.                                                 | Legio Lease | Dexia N.V.                                                            |
| Economy Bank N.V., The                                               | | TEB HOLDING A.S.                                                      |
| F. van Lanschot Bankiers N.V.                                        | Van Lanschot Private Office, Evi, Van Lanschot Bankiers | F. van Lanschot Bankiers N.V.                                         |
| FGH Bank N.V.                                                        | NHB, RNHB, RNHB Hypotheekbank, Rijnlandse Nederlandse Hypotheekbank, FGH Bank | Rabobank Groep                                                        |
| Finata Bank N.V.                                                     | | Crédit Agricole S.A.                                                  |
| GarantiBank International N.V.                                       | GarantiBank International N.V., Garanti BBVA International | Garanti Bank Turkije                                                  |
| Hof Hoorneman Bankiers N.V.                                          | Hof Hoorneman Bankiers N.V., Dresdner VPV, VPV Bankiers N.V., Dresdner VPV, Van Heyst Investments B.V., Veer Palthe Voûte (VPV) N.V. Banque Privée                                                                                     | Hof Hoorneman Bankiers N.V.                                           |
| ING Bank N.V.                                                        | ING Bank N.V., Internationale Nederlanden Bank, Way2Pay, ING, ING PKI Service Centre, ING Corporate PKI, ING Financial Markets, ING Securities Services., ING InsideBusiness, ING Card, ING Real Estate Finance, ING Bank, ING Barings | ING Groep N.V.                                                        |
| ING Direct N.V.                                                      | | ING Groep N.V.                                                        |
| ING Groenbank N.V.                                                   | | ING Groep N.V.                                                        |
| InsingerGilissen                                                     | | Quintet Private Bank (Europe) S.A. (eigendom van de familie al-Thani) |
| InterBank N.V.                                                       | | Crédit Agricole S.A.                                                  |
| International Card Services B.V.                                     | | ABN AMRO Group N.V.                                                   |
| KAS BANK N.V.                                                        | | KAS BANK N.V.                                                         |
| Kempen & Co N.V.                                                     | VIP Invest | F. Van Lanschot Bankiers N.V.                                         |
| LeasePlan Corporation N.V.                                           | LeasePlan Bank | LeasePlan Corporation N.V.                                            |
| Maduro & Curiel's Bank (Bonaire) N.V.                                | | Maduro & Curiel's Bank N.V.                                           |
| Mizuho Bank Nederland N.V.                                           | | Mizuho Bank, Ltd.                                                     |
| N.V. Bank Nederlandse Gemeenten                                      | | N.V. Bank Nederlandse Gemeenten                                       |
| Nationale-Nederlanden Bank N.V.                                      | | NN Group N.V.                                                         |
| De Nederlandsche Bank                                                | |                                                                       |
| Nederlandse Financierings-Maatschappij voor Ontwikkelingslanden N.V. | |                                                                       |
| Nederlandse Waterschapsbank N.V.                                     | | Nederlandse Waterschapsbank N.V.                                      |
| Nexent N.V.                                                          | Credit Europe Bank | Fiba Group                                                            |
| NIBC Bank N.V.                                                       | NIBC Direct | NIBC Bank N.V.                                                        |
| Oyens & Van Eeghen N.V.                                              | Bank Oyens & Van Eeghen | Oyens & Van Eeghen N.V.                                               |
| Rabo Groen Bank B.V.                                                 | | Rabobank Groep                                                        |
| Rabohypotheekbank N.V.                                               | | Rabobank Groep                                                        |
| RBS Hollandsche N.V.                                                 | | Royal Bank of Scotland                                                |
| Schretlen & Co. N.V.                                                 | | Rabobank Groep                                                        |
| Settlement Bank of the Netherlands, N.V.                             | | Settlement Bank of the Netherlands, N.V.                              |
| Propertize                                                           | | Lone Star Funds                                                       |
| Société Générale Bank Nederland N.V.                                 | | Société Générale S.A.                                                 |
| Staalbankiers N.V.                                                   | Achmea Lease, Achmea Vastgoed Bank, Staalbankiers | Achmea Holding N.V.                                                   |
| TD Bank N.V.                                                         | | TD Bank Group                                                         |
| The Royal Bank of Scotland N.V.                                      | RBS, The Royal Bank of Scotland | Royal Bank of Scotland                                                |
| Triodos Bank N.V.                                                    | | Stichting Administratiekantoor Aandelen Triodos Bank                  |
| Triodos Cultuurbank B.V.                                             | | Stichting Administratiekantoor Aandelen Triodos Bank                  |
| UBS Bank (Netherlands) B.V.                                          | | UBS AG                                                                |
| UBS Investment Bank Nederland B.V.                                   | UBS Global Asset Management | UBS AG                                                                |
| WestlandUtrecht Bank N.V.                                            | | ING Groep N.V.                                                        |
| Yapi Kredi Bank Nederland N.V.                                       | | YAPI VE KREDI BANKASI A.S.                                            |

## Buitenlandse banken die in Nederland actief zijn
- Argenta (België) – werkt onder meer met handelsnaam Digidaantje via bemiddelaar GeldXpert
- Banco di Caribe N.V. (Curaçao) – bijkantoor op Bonaire
- First Caribbean International Bank (Cayman) Ltd (Kaaimaneilanden) – bijkantoor op Sint Eustatius
- Girobank N.V. (Curaçao) – bijkantoor op Bonaire
- Lloyds Bank GmbH (Duitsland) - Lloyds Bank
- Orco Bank N.V. (Curaçao) – bijkantoor op Bonaire
- RBC Royal Bank N.V. (Curaçao) – bijkantoren op Bonaire en Saba (onderdeel van de Royal Bank of Canada)
- The Windward Islands Bank Ltd (Sint Maarten) – bijkantoren op Sint Eustatius en Saba (onderdeel van de Curaçaose Maduro & Curiel's Bank N.V.)
- Coöperatieve Spaar- en Kredietvereniging Utiliteitsbedrijven (Curaçao) – bijkantoor op Bonaire
- Coöperatieve Spaar- en Kredietvereniging Ambtenaren (Curaçao) – bijkantoor op Bonaire

## Gesloten of gefuseerde banken
| Bank                                                               | Gefuseerd met, overgenomen door | Huidige naam                                       |
| ------------------------------------------------------------------ | --- | -------------------------------------------------- |
| ABN (Algemene Bank Nederland)                                      | Amro | ABN Amro                                           |
| Amersfoortsche Bank                                                | |                                                    |
| AMRO Bank (Amsterdamsche Rotterdamsche Bank)                       | Algemene Bank Nederland | ABN Amro                                           |
| Amsterdam-American Bank                                            | |                                                    |
| Amsterdamsche Bank                                                 | Rotterdamsche Bank | AMRO, thans ABN Amro                               |
| Amsterdamsche Wisselbank                                           | |                                                    |
| Anthos Bank B.V. (privébank van de familie Brenninkmeijer          | verdergegaan als vermogensbeheerder) |                                                    |
| ASR Bank en AMEV Bank                                              | Fortis |                                                    |
| Bank Insinger de Beaufort (1989-2017)                              | gefuseerd met Theodoor Gilissen Bankiers (2017) | InsingerGilissen                                   |
| Bank Vlaer & Kol                                                   | |                                                    |
| Bank Hondius & Zoon (1890-1976)                                    | overgenomen door de AMRO Bank | ABN Amro                                           |
| Banque Artesia Nederland N.V.                                      | GE Artesia Bank van General Electric Company, wegens verliezen |                                                    |
| Bataafsche Bank (Den Haag)                                         | |                                                    |
| Bataafsche Credietbank                                             | |                                                    |
| BdB Bank                                                           | |                                                    |
| Boerenleenbank                                                     | Raiffeisen bank | Rabobank                                           |
| Burgers Bank                                                       | |                                                    |
| CVB Bank                                                           | Regio Bank | SNS Regio Bank; vanaf 2010: RegioBank              |
| Delftsche Bank                                                     | |                                                    |
| DSB Bank N.V.                                                      | ging in 2009 failliet |                                                    |
| Effectenbank Stroeve N.V.                                          | Theodoor Gilissen Bankiers (2005) |                                                    |
| Emissie-Bank                                                       | |                                                    |
| Firma Raymond en Theodoor de Smeth en Co.                          | |                                                    |
| Fortis                                                             | |                                                    |
| Forum-Bank NV, een dochter van de failliete bank Texeira de Mattos | |                                                    |
| Furnée & Co.                                                       | |                                                    |
| Geldersche Bank                                                    | |                                                    |
| Gemeentegiro Amsterdam                                             | Postbank | ING                                                |
| Generale Bank Nederland                                            | Fortis (1998) |                                                    |
| Graafschapsche Bank                                                | |                                                    |
| Haagsche Commissie Bank                                            | |                                                    |
| Hollandsche Bank-Unie                                              | |                                                    |
| Hope & Co                                                          | |                                                    |
| Incasso Bank                                                       | Amsterdamsche Bank (1948) | ABN-Amro                                           |
| Indonesische Overzeese Bank                                        | |                                                    |
| Indover bank Indonesische Overzeese Bank                           | |                                                    |
| Izaak Boasson en Zonen’s Bank                                      | de Twentsche Bank (1932) | ABN-Amro                                           |
| Insinger Willems & Cie N.V. (1976-1989)                            | gefuseerd met commissionairshuis De Beaufort en Kraaijenhagen (1989) | InsingerGilissen                                   |
| Javasche Bank                                                      | |                                                    |
| Javasche Hypotheekbank                                             | NILLMIJ (1939) |                                                    |
| De Kanter & Hordijks Bank                                          | |                                                    |
| Kol & Co                                                           | |                                                    |
| Leendert Pieter de Neufville                                       | |                                                    |
| Leendertz en Co. en Carbasius Bank                                 | |                                                    |
| Leidsche Spaarbank                                                 | |                                                    |
| Lentjes & Drossaert N.V.                                           | overgenomen door Slavenburg's bank (1975), in 1983 overgenomen door Credit Lyonnais Bank Nederland | ABN AMRO Bank N.V.                                 |
| Lippmann, Rosenthal & Co. (bank)                                   | |                                                    |
| Lissa & Kann                                                       | |                                                    |
| De Maas- en Waalsche Bank Kneppers & Co.                           | |                                                    |
| Meijerijsche Bank                                                  | |                                                    |
| Mendelssohn & Co.                                                  | |                                                    |
| Nachenius Tjeenk                                                   | Bank Insinger de Beaufort (2009) |                                                    |
| Nationale Handelsbank                                              | deels genationaliseerd (Indonesië), restant overgenomen door de Rotterdamsche Bank | ABN AMRO Group N.V.                                |
| Nederlandsche Bank voor Zuid-Afrika                                | |                                                    |
| Nederlandsche Handel-Maatschappij                                  | Twentsche Bank | ABN AMRO Group N.V.                                |
| Nederlandsche Middenstandsbank                                     | Postbank | ING                                                |
| Nederlandsch-Indische Escompto Maatschappij                        | deels genationaliseerd (Indonesië) naar Bank Dagang Negara (BDN), na fusie opgegaan in Bank Mandiri. Het restant wordt Nedesco Bank en de Nederlandse Overzee Bank. In 1969 wordt de Nederlandse Overzee Bank samengevoegd met R. Mees & Zoonen (uit 1720) en Hope & Co (uit 1734) naar de Bank Mees & Hope. |                                                    |
| Nederlandsch-Indische Handelsbank = Nationale Handelsbank          | |                                                    |
| Nederlandse Credietbank                                            | |                                                    |
| Nederlandse Middenstands Spaarbank (NMS)                           | naamswijziging in 1996 naar Regio Bank, en in 2007 gefuseerd met CVB Bank (2007) | SNS Regio Bank; vanaf 2010: RegioBank)             |
| Nijmeegsche Bankvereeniging Van Engelenburg & Schippers            | |                                                    |
| NMB Postbank Groep                                                 | | ING                                                |
| Noordbrabantsche Bank                                              | |                                                    |
| Noord-Hollandsche Bank                                             | |                                                    |
| Nutsspaarbank                                                      | |                                                    |
| Nutsspaarbank 's-Gravenhage                                        | |                                                    |
| Nutsspaarbank Nijmegen                                             | |                                                    |
| Patijn, van Notten & Co                                            | |                                                    |
| Postbank N.V.                                                      | | ING                                                |
| Postcheque- en Girodienst                                          | | ING                                                |
| Raiffeisen bank                                                    | Boerenleenbank | Rabobank                                           |
| Residentiebank                                                     | |                                                    |
| Rijkspostspaarbank                                                 | Postbank | ING                                                |
| Rotterdamsche Bank                                                 | Amsterdamsche Bank | ABN Amro                                           |
| Scheurleer & Zoonen                                                | |                                                    |
| Schill & Capadose                                                  | |                                                    |
| Schretlen & Co                                                     | |                                                    |
| Slavenburg's bank                                                  | Le Crédit Lyonnais (1983); het Nederlandse naar de Generale Bank (1995) |                                                    |
| SNS REAAL                                                          | |                                                    |
| Texeira de Mattos                                                  | ging failliet in de jaren zestig |                                                    |
| Theodoor Gilissen Bankiers N.V.                                    | Bank Insinger de Beaufort (2017) | InsingerGilissen                                   |
| Tilburgsche Hypotheekbank                                          | ging in 1983 failliet |                                                    |
| Transvaalsche Handelsbank                                          | Nederlandsche Bank voor Zuid-Afrika (1925) |                                                    |
| Twentsche Bank                                                     | Nederlandsche Handel-Maatschappij | Algemene Bank Nederland, thans ABN AMRO Group N.V. |
| Van der Hoop Bankiers                                              | ging in 2005 failliet |                                                    |
| Van Mierlo en Zoon                                                 | |                                                    |
| C en E Bankiers                                                    | In 2004 neemt Van Lanschot CenE Bankiers (een gespecialiseerde bank voor de gezondheidszorg) over van ING |                                                    |
| Vrouwenbank                                                        | |                                                    |
| VSB Groep                                                          | |                                                    |
| Zeeuwsche Bank (1913-1925)                                         | |                                                    |

Geen Nederlandse bank maar was wel actief in Nederland:
- Icesave/Landsbanki – kan sinds oktober 2008 niet meer aan haar verplichtingen voldoen